# Oto Fusán
Oto Fusán (30. března 1922 Dolná Turecká, dnes Staré Hory – 30. července 2019 Bratislava) byl slovenský geolog a geofyzik.

## Život

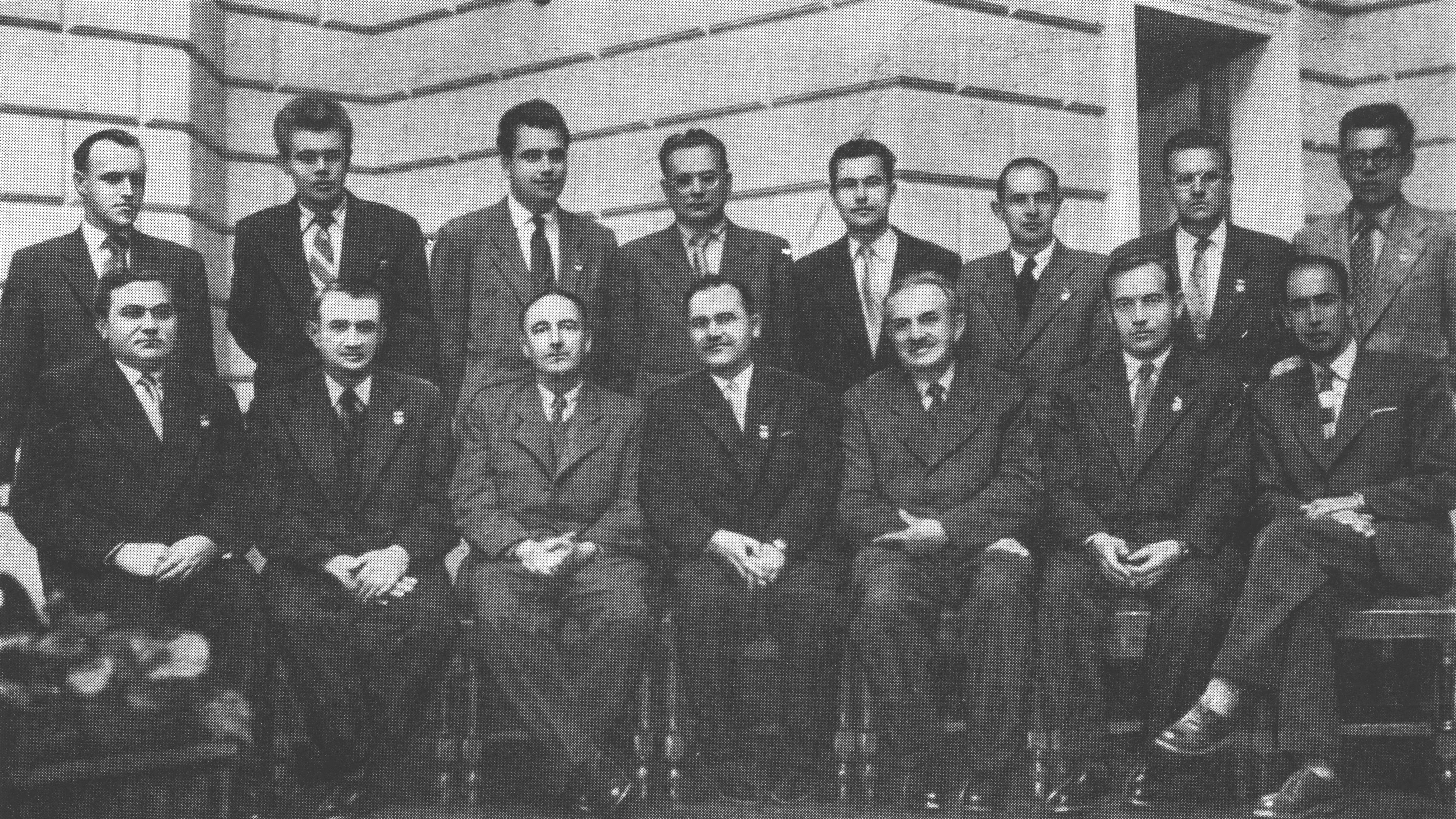
Českoslovenští geologové na sjezdu Karpatsko-balkánské geologické asociace ve Lvově v roce 1958. Oto Fusán stojící 5. zleva

Oto Fusán dokončil v roce 1946 studium na Přírodovědecké fakultě Univerzity Komenského v Bratislavě. Od roku 1948 pracoval v Geologickém ústavu Dionýza Štúra v Bratislavě, v letech 1969–1976 byl jeho ředitelem. Přes složitou situaci v období normalizace nebyl v jeho průběhu z ústavu propuštěn z politických důvodů ani jeden zaměstnanec. Fusán se věnoval řešení inženýrsko-geologických problémů, zejména při výstavbě vodních nádrží, ale i regionálně-geologickému výzkumu (Slovenské rudohoří, Čierna hora). Byl editorem přehledných geologických map 1 : 200 000 (listy Vysoké Tatry a Rimavská Sobota). Jako jeden z prvních vysoce postavených slovenských geologů prosazoval implementaci geofyzikálního výzkumu do geologie. V pozdějším období se podílel na geofyzikálním výzkumu hlubinné stavby Západních Karpat.
Je spoluautorem mnoha geologických map Slovenska. Také byl od roku 1977 členem korespondentem ČSAV. V letech 1973 až 1977 byl prezidentem Karpatsko-balkánské geologické asociace. V období 1978–1981 byl předsedou Slovenské geologické společnosti. V roce 1987 odešel do penze, ale do geologického výzkumu se zapojoval až do roku 1995.

## Nejvýznamnější práce
Mezi nejvýznamnější díla Oto Fusána patří tato mapová a monografická díla:
- Vysvetlivky k prehľadnej geologickej mape ČSSR 1:200 000 list Rimavská Sobota. (editor, 1962)
- Vysvetlivky k prehľadnej geologickej mape ČSSR 1:200 000 list Vysoké Tatry. (editor, 1963)
- Geological map of Czechoslovakia 1:500 000 (editor, 1967)
- Regionální geologie ČSSR. Díl II Západní Karpaty. (společně s M. Maheľem, J. Kamenickým a A. Matějkou, 1967)
- Geológia československých Karpát. In Československá vlastiveda. Díl I (společně s M. Mišíkem a A. Gorkem, 1968)
- Outline of the Structure of west Carpathians. (1973, jako spoluautor s Dimitrijem Andrusovem a Jánom Bystrickým)
- Podložie terciéru Vnútorných Západných Karpát (1987, společně s A. Bielym, J. Ibrmajerem a L. Rozložníkem)
- Tektonická mapa podložia terciéru vnútorných Západných Karpát (1987, společně s J. Plančárem, J. Ibrmajerem)

## Ocenění
- Najlepší pracovník geologickej služby (1960)
- Vyznamenání Za zásluhy o výstavbu (1970)
- Čestná plaketa Dionýza Štúra za zásluhy v prírodných vedách (1970)
- Cena Dionýza Štúra (2010)